# Transfer (Schiff, 1972)
Die Transfer war ein Mehrzweckfrachter, der im Januar 2005 vor der Küste von Belize auf das Lighthouse-Riff lief und dessen Wrack seitdem als Touristenattraktion und Fotomotiv bekannt ist.
Koordinaten: 17° 24′ 7″ N, 87° 27′ 36″ W

## Geschichte und Charakteristika

### Charakteristika und Bauhistorie
Das Schiff wurde zwischen 1970 und 1972 auf der spanischen Werft Astilleros Luzuriaga in Pasajes unter der Werftnummer 201 als Feeder-Containerfrachter gebaut. Die Kiellegung erfolgte im Juli 1970 und der Stapellauf ein Jahr später, im Juli 1971. Das Schiff hatte einen Laderaum mit einem Gesamtvolumen von 3.893 m3 oder 102 TEU. Das Schiff hatte ursprünglich einen Vordermast, der aber zwischen Anfang der 1980er und Anfang der 1990er Jahre gegen einen bordeigenen Ladekran mit einer Belastungsgrenze von 25 bis 40 Tonnen ausgetauscht wurde. Im Jahr 1997 wurde das Schiff neu vermessen.
Der Frachter wurde zusammen mit seinem Schwesterschiff Astiluzu 200 (Werftnummer 200, IMO: 7122572) von der bundesdeutschen Reederei F. Laeisz bestellt, aber nicht abgenommen. Das Schiff verblieb daraufhin unregistriert und wurde provisorisch in Astiluzu 201 benannt. Im April 1972 wurde das Schiff, wie auch zuvor ihr Schwesterschiff, von der irischen Reederei Irish Sea Operators übernommen und in Kerry umbenannt. Das Schwesterschiff wurde in Sligo umbenannt.

### Umbauprojekt und Frachtdienst
Zwischen 1977 und 1978 wurde im Rahmen des Projektes Panmax-Catamaran-Carrier von der dänischen Reederei Blaesbjerg versucht die Schiffe Kerry und Sligo zusammen in einen Schwerlast-Katamaran umzubauen. Der Katamaran hätte eine Ladekapazität von 2700 Tonnen oder 250 Containern aufweisen sollen und wäre mit einem Stülcken-Ladegeschirr für Lasten von bis zu 1200 Tonnen ausgestattet worden.
Stattdessen wurden beide Schiffe 1978 an die Scan Unit Shipping Company (Niederländische Antillen) verkauft und umgeflaggt. Die Kerry erhielt den Namen Biscayne Sea und die Sligo den Komplementärnamen Biscayne Sky. Im Jahr 1982 wurde die Biscayne Sea in Scan Venture umbenannt. Das Schwesterschiff Biscayne Sky erhielt den Namen Scan Glen.
Ein Jahr später, im Jahr 1983, wurde die Scan Venture an die panamaische Reederei Power Navigation verkauft und in Fast Trader umbenannt. Im September 1985 wurde sie im Hafen von Mobile, Alabama, aufgelegt. Im Jahr 1987 wurde sie an die ebenfalls panamaische Reederei Rasco Trading Company weiterverkauft und in Rasco Trader umbenannt. Mitte Dezember 1988 soll sie jedoch noch unter ihrem vorherigen Namen im Hafen von Mobile gesichtet worden sein. Ab 1988 trug sie den Namen Pheonix Caribe. Im Jahr 1989 wurde das Schiff an die zypriotische Reederei Emu Shipping Company verkauft und in Samantha umbenannt. Im Jahr 1997 wurde der Frachter an die Southwest Transfer Ltd. (Cayman Islands) verkauft und in Transfer umbenannt. Im Jahr 2004 wurde die Transfer an die Ariane Shipping Corporation Ltd. verkauft und nach Antigua und Barbuda umgeflaggt.

## Havarie und Verbleib

### Havarie
Am 6. Januar 2005 befand sich die Transfer auf einer Leerfahrt von Big Creek, Belize, nach Mobile, Alabama, als sie gegen 23.30 Uhr Lokalzeit in schwerer See auf das Lighthouse-Riff vor der Küste von Belize auf Grund lief. Die Besatzung von 11 Mann blieb unverletzt. Für die Strandung wurde zunächst der fehlerhaft eingestellte Autopilot und später die Unachtsamkeit des Kapitäns verantwortlich gemacht.

### Bergungsversuche und Verbleib
Kurz nach der Strandung versuchte ein Schlepper den Havaristen freizuschleppen, was aber aus Angst vor einem Auseinanderbrechen der Transfer eingestellt wurde. Ende Januar wurde der an Bord der Transfer befindliche Dieseltreibstoff und Motorenöl von einem weiteren Schiff, der Seacor Hawk, abgepumpt. Ende Juli/Anfang August 2005 wurde ein erneuter Versuch unternommen die Transfer freizuschleppen, um sie in tieferem Wasser zu versenken. Da aber wenige Tage zuvor Hurrikan Emily das Wrack höher auf das Lighthouse-Riff geschoben hatte, wurden die Schleppversuche erfolglos eingestellt. Lokale Behörden brachten daraufhin eine in situ-Verschrottung der Transfer ins Spiel. Im März 2006 betonte die zuständige Hafenbehörde ihre Bereitschaft, das Wrack entfernen zu wollen. Im Jahr 2013 kamen erneut Überlegungen auf, das Schiff aufgrund gestiegener Preise für Altmetall abzuwracken.
Da der Strandungsort nahe des Great Blue Hole liegt, ist das gut sichtbare Wrack der Transfer zu einem beliebten Fotomotiv geworden, das jedoch, aufgrund der Abgeschiedenheit, meist mit Helikoptern oder Leichtflugzeugen angeflogen wird.